# Agriades pheretiades
Agriades pheretiades är en fjärilsart som beskrevs av Eduard Friedrich Eversmann 1843. Agriades pheretiades ingår i släktet Agriades och familjen juvelvingar. Inga underarter finns listade i Catalogue of Life.